# Пиутау, Сиале
Сиале Ваилеа Пиутау (англ. Siale Vailea Piutau, родился 13 октября 1985 года в Окленде) — тонганский регбист, выступающий на позиции центра. Старший брат новозеландского и тонганского регбиста Чарльза Пиутау.

## Игровая карьера

### Ранние годы
Окончил колледж Уэсли в Окленде, по профессии — торговый представитель. Дебютировал в Кубке Air New Zealand за команду Каунтиз Манукау в 2006 году. В 2008 году в чемпионате провинции играл за клуб «Патумахоу». В 2010 году он выступал в Кубке ITM за команду, проведя все матчи в стартовом составе и заполучив приз лучшего игрока года.

### Супер Регби
В 2010 году Пиутау дебютировал в Супер Регби, сыграв один матч за клуб «Чифс» против «Блюз» 15 мая 2010 года (поражение 20:30). В сезоне 2011 года он уже выступал за команду «Хайлендерс», сыграв в сезоне 2011 года 13 матчей и занеся три попытки.
В домашней игре 28 мая 2011 года против «Лайонз» в сезоне Супер Регби Пиутау стал участником инцидента: на 59-й минуте во время атаки «Хайлендерс» и последующего стремления занести попытку его схватил за шею игрок «львов» Майкл Роудс, сжав шею локтем, и буквально перебросил через себя. В ответ на это Пиутау дважды ударил обидчика, сначала стукнув кулаком в голову, а потом отвесив пощёчину, после чего на поле завязалась массовая драка. В итоге «Хайлендерс» проиграли 22:26, а после матча в отношении Пиутау и Роудс началось расследование. По итогам разбирательства Роудс был дисквалифицирован на 6 недель (позже срок сокращён до 5 недель), а Пиутау и вовсе не получил никакого наказания, поскольку его действия признали вызванными грубой провокацией со стороны Роудса.
Из-за травм Пиутау сыграл всего 5 матчей в сезоне Супер Регби 2012.

### За границей
С 2012 по 2016 годы Пиутау выступал за клуб «Ямаха Жубилу» в японской Топ-Лиге. 4 февраля 2016 года он был арендован до конца сезона английским клубом «Уоспс» из Премьер-Лиги, за который тогда выступал его брат Чарльз. 14 февраля 2016 года Сиале дебютировал в игре против «Сарацинов» (победа 64:23), после окончания аренды вернулся в Японию.
С декабря 2016 года Пиутау стал игроком «Бристоля», отыграв более 60 матчей за клуб, выйдя с ним в Премьер-Лигу в 2018 году и завоевав Европейский кубок вызова в 2020 году. Впрочем, 5 сентября 2020 года он отметился с отрицательной стороны в матче против «Вустера», когда на 79-й минуте подрался с Эндрю Китченером: тот был удалён до конца встречи, а Пиутау отправился на «скамейку штрафников». В итоге обоих дисквалифицировали на три матча, хотя тренер «Бристоля» Пэт Лэм настаивал, что Пиутау всего лишь защищался и что на него набросились сразу двое.
В 2020 году он провёл 25 матчей разного уровня в качестве капитана команды. 7 июня 2021 года он объявил о том, что покидает команду.

### В сборной
Несмотря на то, что по месту рождения Пиутау мог играть за Новую Зеландию, он выбрал команду Тонга. 13 августа 2011 года он провёл первый матч за сборную в Лаутоке, выйдя на замену в игре против Фиджи (поражение 12:27). Он сыграл все четыре матча сборной на групповом этапе чемпионата мира в Новой Зеландии того же года, занеся попытку в зачётную зону Канады в матче 14 сентября (поражение 20:25), а также принял участие в историческом матче против Франции 1 октября, когда тонганцы сенсационно победили 19:14.
В 2015 году он сыграл снова на чемпионате мира в Англии. В 2019 году он вывел команду как капитан на чемпионат мира в Японии и сыграл 13 октября свой последний матч против США: его попытка и реализация помогли тонганцам победить 31:19, а Пиутау стал лучшим игроком встречи, получив приз от MasterCard. Всего Пиутау отыграл 43 матча за сборную Тонга, набрав 32 очка (шесть попыток и одна реализация).

## Вне регби
В свободное время любит играть в PS3. Любимое животное — питбуль. Своим любимым игроком называл Джона Лому, любимой передачей — «20/20».